# Mimí Derba
María Herminia Pérez de León, mais conhecida como Mimí Derba (Cidade do México, 9 de julho de 1893 - 14 de julho de 1953), foi uma atriz, cantora, escritora, roteirista, produtora e diretora de cinema mexicana, pioneira do cinema e importante ícone da chamada época de ouro do cinema mexicano, onde foi a primeira mulher a dirigir um filme. Também é considerada uma das grandes divas do teatro de revista mexicano.

## Biografia
Foi a quarta filha de Francisco Pérez de León e Jacoba Avendaño. Em sua casa recebeu o apelido Mimí, nome que adotaria anos depois no início de sua carreira artistíca, agregando Derba a ele, inspirada no nome de um laboratório farmacêutico italiano. Seus primeiros passos dentro do mundo dos espetáculos deu-se em Havana, Cuba em 1911 quando estreou como soprano no Teatro Peyret numa companhia de zarzuela nas obras O congresso feminista e Moinhos de vento, no México no mesmo ano participou em vários papéis secundários, até que se tornou protagonista em 1912, quando estreou no Teatro Lírico a obra de Carlos Arniches, O cabo primeiro, com a companhia dos irmãos Pastor; a partir deste ano sua figura está em plena ascensão e quando chega 1915 era uma das estrelas mais populares, participando em diversas companhias como a de Esperança Íris com a que viajou pela Espanha, a da célebre María Conesa e a sua, fundada em conjunto com María Caballé. Entre as suas obras de maior sucesso se destacam O país dos estilhaços (1913), As musas do país (1913) e O bairro latino (1915), com a que causou grande escândalo já que aparecia no palco com uma calça legging que simulava total nudez.
Em 1917, entusiasmada com a ideia de fazer filmes, Mimí Derba se deu a tarefa de fundar, junto ao cinegrafista Enrique Rosas e com o apoio econômico de seu amante, o general Pablo González, a companhia Azteca Filmes, empresa que produziu durante esse ano, cinco longas inspirados nos dramas italianos. Os filmes foram: Em defesa própria, Alma de sacrifício, A sonhadora, Na sombra e A tigresa. Nesse último, Derba dirigiu e atuou, se tornando na primeira mulher diretora da história do México, além de ser roteirista de dois outros. Devido ao esforço e pelo pouco sucesso obtido, Derba e Rosas decidem acabar com a companhia em 1919.
Após sua rápida passagem pelo cinema, Mimí continuou com sua carreira teatral, com mais êxito, se despedindo do meio em 1938 com uma longa temporada no Palácio de Belas Artes. No lapso de seu maior sucesso também escreveu frequentemente para diferentes publicações breves crônicas e histórias, que reuniu para publicar como livro em 1921 com o título de Realidades.
Apesar de existirem registros de que aceitou um papel no filme mudo A Lanterna de Diógenes (A Lanterna mágica) (1924/1925), dirigida por Carlos Stahl, sua reaparição oficial no cinema se dá com o filme pioneiro do cinema sonoro mexicano: Santa de 1931, seguindo por esses papéis em elencos onde foi dirigida por grandes diretores e atuou ao lado de grandes figuras da chamada época de ouro do cinema mexicano, em filmes clássicos como El baisano Jalil (1942), com Joaquín Pardavé, Sara García e Emilio Tuero, Flor silvestre (1943) de Emilio “Índio” Fernández, com Dolores del Rio e Pedro Armendáriz, Uma carta de amor (1943), de Miguel Zacarías, com Jorge Negrete e Glória Marin, A mulher sem alma (1944), de Fernando de Fontes, com María Félix e Fernando Soler, México de minhas lembranças (1944), de Juan Bustillo Oro, com Luis Aldás e Sofía Álvarez, Nana (1944), último filme da diva Lupe Vélez, Quando choram os valentes (1947), alternando com Pedro Infante, Blanca Estela Pavón, Virginia Serret e Víctor Manuel Mendoza, Vocês os ricos (1948) de Ismael Rodríguez, interpretando o papel da avó de Eva Muñoz “Chachita”, Salão México (1949) com Marga López, Rodolfo  Acosta e Miguel Inclán, A malquerida (1949) com Dolores del Rio, Roberto Cañedo e Columba Domínguez, Imaculada (1950) do diretor Julio Bracho, com Rosario Granados e Carlos López Moctezuma, Rosauro Castro (1950) de Roberto Gavaldón, A ausente (1951) junto a Arturo de Córdova, Rosita Quintana, Andrea Palma, María Douglas e Ramón Gay, ¡Ay amor, cómo me has puesto! (1951) de Gilberto Martínez Solares, com Germán Valdés “Tin Tan” e Rebeca Iturbide e a emblemática, Dois tipos de cuidado (1952) que reunia, uma única vez, as duas figuras masculinas mais famosas da época: Jorge Negrete e Pedro Infante, numa divertida comédia de enredos.
Mimí Derba morre de uma embolia pulmonar na Cidade do México no dia 14 de julho de 1953.

## Filmografia
- Dois tipos de cuidado (1953 de Ismael Rodríguez) .... Josefa, mãe de Jorge
- A ausente (1952 de Julio Bracho)
- ¡Ay amor, cómo me has puesto! (1951 de Gilberto Martínez Solares) .... mãe de Margarita
- Acapulco (1951 de Emilio Fernández) .... Avó de Ricardo
- História de um coração (1951 de Julio Bracho)
- Traiçoeira (1950 de Ernesto Cortázar) .... Dona Juana
- Rosauro Castro (1950 de Roberto Gavaldón) .... Dona Margarita
- Nós as taquígrafas (1950 de Emilio Gómez Muriel) .... Mamãe de Bertha
- O abandonado  (1949 de Chano Urueta) .... Mãe de Damián
- Salão México (1949 de Emilio Fernández) .... diretora do colégio para meninas
- A malquerida (1949 de Emilio Fernández) .... Dona Mercedes
- O seminarista (1949 de Roberto Rodríguez) .... Madre superiora
- A filha do penal (1949 de Fernando Soler) .... A Abadessa
- Vocês os ricos (1948 de Ismael Rodríguez) .... Dona Charito "A Milionária"
- Quando choram os valentes (1947 de Ismael Rodríguez) .... mamãe de Cristina
- A casa da zorra (1945 de José Ortega)
- ¡Qué verde era mi padre! (1945 de Ismael Rodríguez) .... Dona Trini
- Balajú (1944, de Rolando Agular) .... Dona Lupe
- A mulher sem alma (1944 de Fernando de Fuentes) .... mamãe de Teresa
- A trepadora (1944 de Gilberto Martínez Solares)
- A hora da verdade (1944 de Norman Foster)
- Nana (1944 de Celestino Gorostiza e Roberto Gavaldón) ... Mãe de Bebe
- Flor silvestre (1943 de Emilio Fernández) .... Dona Clara
- Uma carta de amor (1943 de Miguel Zacarías) .... Dona Rosa
- El baisano Jalil (1942 de Joaquín Pardavé, Roberto Gavaldón) .... Carmen Rivera de Veradada
- A razão da culpa (1942 de Juan José Ortega) .... Felisa, irmã de Andrés
- Martín Garatuza (1935 de Gabriel Soria)
- A sonhadora (1917 de Eduardo Arozamena e Enrique Rosas)
- A Tigresa (1917 roteiro e direção de Mimi Derba)

## ligações externas
- Mimí Derba. no IMDb.
- ESTRELAS DO CINEMA MEXICANO: Mimí Derba
- Jornal O UNIVERSAL: O esquecimento atingiu a Mimí Derba? (11/10/2000) Por Juan Solís.